# Mirfeld
Mirfeld is een Duitstalige plaats in de deelgemeente Heppenbach, van de gemeente Amel in de Belgische provincie Luik.

## Geschiedenis
Mirfeld werd voor het eerst schriftelijk vermeld in 1552. In 1712 kwam er een kapel.

## Zie ook

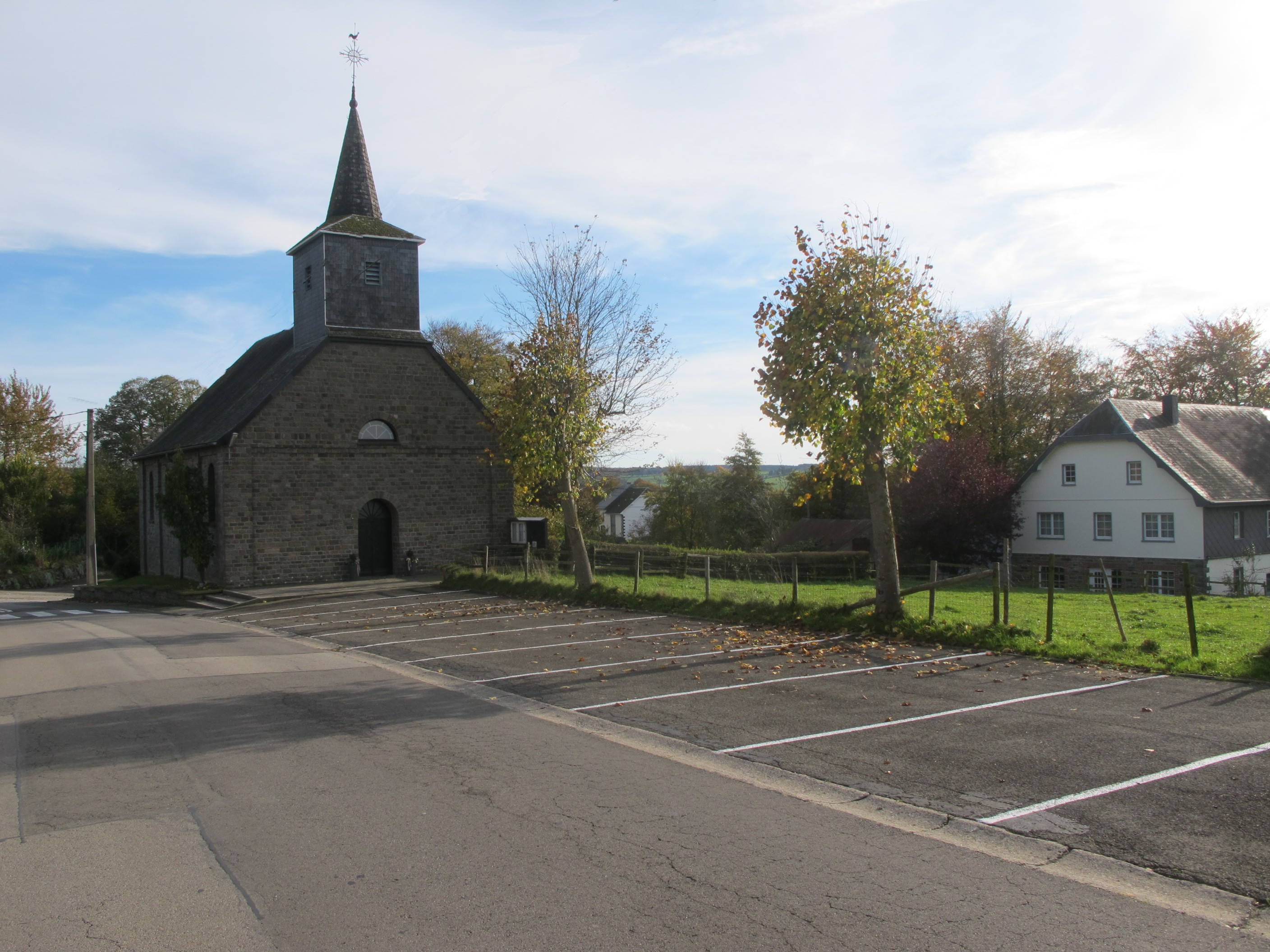
Sint-Quirinuskapel

## Bezienswaardigheden
- Sint-Quirinuskapel

## Nabijgelegen kernen
Amel, Valender, Heppenbach
Deelgemeenten: Amel · Heppenbach · Meyerode

Overige kernen: Born · Deidenberg · Eibertingen · Halenfeld · Hepscheid · Herresbach · Iveldingen · Medell · Mirfeld · Möderscheid · Montenau · Schoppen · Valender · Wereth

Belgische gemeenten · Duitstalige Gemeenschap · Arrondissement Verviers · Luik · Wallonië